# 泉田良輔
泉田 良輔（いずみだ りょうすけ、1976年 - ）は、日本の実業家、証券アナリスト。東京工業大学大学院非常勤講師、株式会社ナビゲータープラットフォーム取締役、株式会社OneMile Partners代表取締役、株式会社モニクル取締役CCO。

## 経歴
愛媛県松山市出身。父親の転勤により、中学入学まで千葉県市原市、愛知県江南市で過ごす。
愛光中学校・高等学校で6年間の寮生活を経て、慶應義塾大学商学部卒業。慶應義塾大学大学院システムデザイン・マネジメント研究科修士課程修了（同研究科最優秀賞受賞）
学部時代は深尾光洋ゼミ1期生として、国際金融やコーポレート・ガバナンスを専攻。
2000年4月、日本生命保険相互会社入社。国際投資部にて外国株式ポートフォリオマネージャーとして、主に米国のインターネットやソフトウェア、メディア、小売りセクターを担当。
2002年5月、フィデリティ投信（Fidelity International Limited, FIL）入社。同社調査部では主に日本株の電機、半導体、インターネット、ロボット企業などを中心とするテクノロジーセクター担当の証券アナリスト、また運用部では中小型株のアシスタント・ポートフォリオマネージャーとして従事。同社アシスタント・ポートフォリオマネージャーとしては東京オフィス初。
2012年9月、フィデリティ投信を退社。慶應義塾大学大学院システムデザイン・マネジメント研究科修士課程に進学（2014年9月に同研究科修士課程終了）。
2013年3月、GFリサーチ合同会社および株式会社ナビゲータープラットフォームを設立。
2013年6月、ナビゲータープラットフォームにて、個人投資家のための金融経済メディア「Longine（ロンジン）」を立ち上げ、同編集長に就任（Longineは2020年3月に後継サービス準備のため終了）。
2015年7月、ナビゲータープラットフォームにて、くらしとお金をテーマとする経済メディア「[LIMO（リーモ）」を立ち上げ、監修および運営に携わる（LIMOは当初「投信1（トウシンワン）」というメディア名でスタートし、2018年7月にLIMOへメディア名を変更）。
2018年11月、はたらく世代向け資産運用サービス「moneiro（マネイロ）」などの金融サービスを展開する株式会社OneMile Partners（ワンマイルパートナーズ）を共同設立。
東京工業大学大学院非常勤講師として、2016年よりエネルギー経済・政策特別講義の授業を行う。他にも産業技術大学院大学でも講師を務める。
2021年10月、株式会社モニクルを設立。
2023年3月、くらしとお金の課題解決サービスを目指すWebメディア「MeChoice」（ミーチョイス）」を本格的に運用開始。

## 著書
- 「機関投資家だけが知っている「予想」のいらない株式投資法」（ダイヤモンド社） ISBN 978-4478112649
- 「テクノロジーがすべてを塗り変える産業地図」（クロスメディア・パブリッシング） ISBN 978-4295402008
- 「銀行はこれからどうなるのか」（クロスメディア・パブリッシング） ISBN 978-4295400738
- 「Google vs トヨタ 「自動運転車」は始まりにすぎない」（角川EPUB選書）ISBN 978-4040800233
- 「日本の電機産業 何が勝敗を分けるのか」（日本経済新聞出版） ISBN 978-4532318840

## 連載
- 泉田良輔の「新・産業鳥瞰図」（日経BizGate）[7]